# Onze-Lieve-Vrouw Onbevlekt Ontvangenkerk (Heide)
De Onze-Lieve-Vrouw Onbevlekt Ontvangenkerk is de parochiekerk van Heide, gelegen aan Heidseweg 46.

## Geschiedenis
Heide, gelegen aan de oostrand van de Peel groeide pas in de eerste helft van de 20e eeuw uit tot een bescheiden dorp. Na de Tweede Wereldoorlog werden er Missen opgedragen in een noodkerk en in 1956 werd een rectoraat opgericht. In 1962 werd aan Jos Bijnen gevraagd om een ontwerp en in 1965 werd de nieuwe kerk ingewijd.

## Gebouw
Het betreft een rechthoekige zaalkerk in sierbaksteen, met open zijbeuken. Een glazen deur en glazen ruiten geven zicht op de buitenwereld en geven het interieur een lichte uitstraling. Het gebouw bevindt zich in een plantsoen met vijver. De kerk wordt geflankeerd door een losstaande vierkante toren in dezelfde kleur baksteen als de kerk, met daarbovenop een betonnen klokkenstoel en een groot kruis.
Het orgel is een eenvoudig Verschueren-orgel uit 1965.